# Louis Meyer

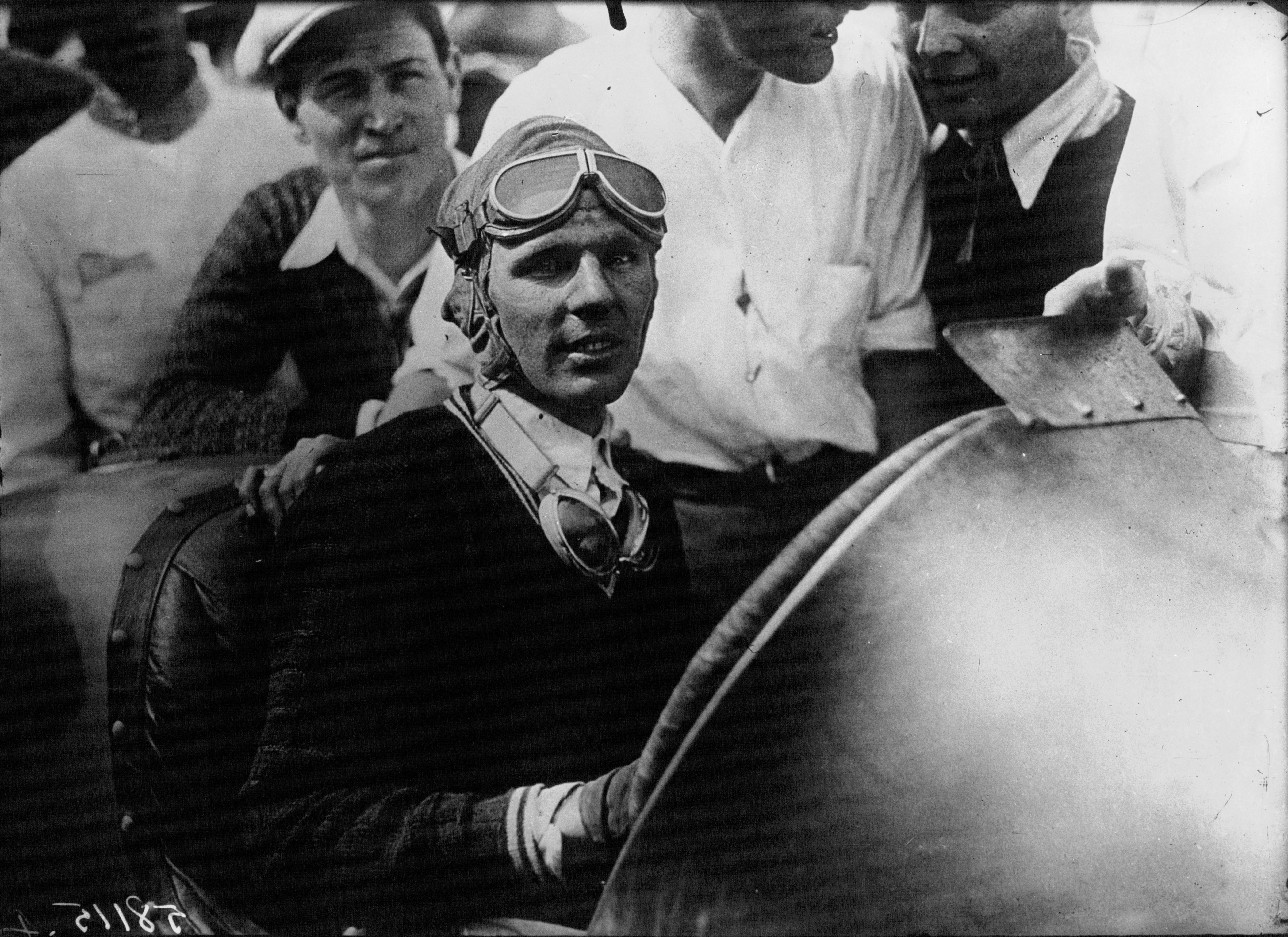
Meyer tijdens de Indianapolis 500 van 1928

Louis Meyer (New York, 21 juli 1904 - Searchlight (Nevada), 7 oktober 1995) was een Amerikaans autocoureur. Hij was de eerste coureur die de Indianapolis 500 drie keer won.

## Carrière
Meyer, zoon van Franse immigranten, reed tussen 1928 en 1939 twaalf keer op rij de Indianapolis 500. Hij won de race voor de eerste keer bij zijn debuut in 1928. Later won hij de race nog twee keer, in 1933 en 1936. Hij won ook drie keer het American Automobile Association kampioenschap, de voorloper van de USAC, de Champ Car en IndyCar Series, in 1928, 1929 en 1933. Tijdens zijn laatste Indy 500 overwinning dronk hij een glas melk in "victory lane", iets wat latere winnaars overnamen. Het werd een traditie die nog steeds gangbaar is. Dat jaar kreeg hij als eerste Indy 500 winnaar de pace car die tijdens de race gebruikt was, als deel van de prijzenpot. In 1992 werd hij opgenomen in de International Motorsports Hall of Fame. Meyer overleed op 7 oktober 1995 op 91-jarige leeftijd.